# Raised by Wolves (singolo)
Raised by Wolves è il singolo d'esordio del gruppo post-hardcore statunitense Falling in Reverse, pubblicato in formato digitale su iTunes il 7 giugno 2011.

## Tracce
1. Raised by Wolves – 3:24

## Formazione
- Ronnie Radke – voce
- Derek Jones – chitarra
- Jacky Vincent – chitarra
- Ryan Seaman – batteria
- Mika Horiuchi – basso